# Acalyptomerus asiaticus
Acalyptomerus asiaticus is een keversoort uit de familie oprolkogeltjes (Clambidae). De wetenschappelijke naam van de soort werd in 1979 gepubliceerd door Crowson.